# James Eastland
James Oliver Eastland (Doddsville, 28 de novembro de 1904 – Doddsville, 19 de fevereiro de 1986) era um político supremacista branco do Mississippi que foi senador dos Estados Unidos pelo Partido Democrata em 1941; e depois de 1943 até a sua renúncia em 27 de dezembro de 1978. Ele tem sido chamado de "Voz do Sul Branco" e de "Padrinho da política do Mississippi." Um Dixiecrat, Eastland era conhecido como o símbolo da resistência a integração racial durante a época dos direitos civis e frequentemente se referia aos negros como "uma raça inferior". Eastland faleceu em 1986 e foi sepultado no Forest Cemetery em Forest.